# Allgemeines Krankenhaus Jan Portaels
Das Allgemeine Krankenhaus Jan Portaels (Algemeen Ziekenhuis Jan Portaels; AZ Jan Portaels) ist ein flämisches Krankenhaus der Grundversorgung in der Gemeinde Vilvoorde.
Es verfügt über 406 zugelassene Betten. Im Krankenhaus arbeiten mit Stand 2021 150 Ärzte, 830 Mitarbeiter und 65 Ehrenamtler.
Es gehört dem 2018 gegründeten krankenhausübergreifenden Krankenhausnetzwerk BRIANT an, zu dem auch das Imeldakrankenhaus in Bonheiden gehört, sowie das Heilig-Herz-Krankenhaus in Lier und das Allgemeine Krankenhaus Sint-Maarten in Mechelen.
Benannt ist das Krankenhaus nach Jean-François Portaels (1818–1995), einem in Vilvoorde geborenen orientalistischen Maler und Kunstpädagogen.

## Geschichte
Das Krankenhaus entstand aus einer Fusion des Krankenhauses Van Helmont mit der Klinik Sint-Jozef, beide in Vilvoorde gelegen. Das Krankenhaus Van Helmont war eine Einrichtung des belgischen öffentlichen Sozialhilfezentrums. Die Klinik Sint-Jozef gehörte zu einem Kloster des Augustinerordens und bestand seit 1932 mit Erweiterungen 1963, 1969 und 1983. Das ehemalige Van-Helmont-Krankenhaus ist jetzt der Campus Nord des neuen Krankenhauses, die ehemalige Sint-Jozef-Klinik der Campus Süd. Die Gründung erfolgte als Vereinigung ohne Gewinnerzielungsabsicht.